# Сем Стейн
Сем Стейн (нід. Sem Steijn; нар. 12 листопада 2001, Гаага) — нідерландський футболіст, півзахисник клубу «Феєнорд».

## Клубна кар'єра

### «АДО Ден Гаг»
Почав займатися футболом в юнацькій команді КМД, а 2011 року приєднався до академії клубу «АДО Ден Гаг». В липні 2018 року підписав свій перший професіональний контракт з «АДО Ден Гаг», після чого відправився в оренду до «ВВВ-Венло» до кінця сезону. 25 вересня 2018 року дебютував за «ВВВ-Венло», вийшовши на заміну Данні Посту в матчі Кубка Нідерландів проти «Вестландії». 6 грудня 2018 року дебютував в Ередивізі у матчі з «Феєнордом», замінивши Пеніеля Млапу. 23 квітня 2019 року відзначився першим м'ячем за «ВВВ-Венло» у поєдинку Ередивізі проти «Геренвена».
11 червня 2019 року перебрався в ОАЕ, перейшовши на правах оренди в клуб «Аль-Вахда», який очолив його батько Моріс Стейн. Після звільнення батька з початку жовтня повернувся в «АДО Ден Гаг», за який мав право знову грати з січня 2020 року. 27 січня 2020 року підписав свій другий контракт з «АДО Ден Гаг» на 2,5 років.
8 серпня 2021 року дебютував за «АДО Ден Гаг» у матчі Еерстедивізі проти клубу «Йонг Аякс». 13 серпня забив свій перший гол за клуб у матчі чемпіонату проти «Волендама». 1 жовтня у матчі чемпіонату проти МВВ зробив дубль. 26 листопада оформив хет-трик у поєдинку Еерстедивізі, відзначившись у воротах «Дордрехта». Всього в сезоні 2021–22 забив 18 голів у 43 матчах за «АДО Ден Гаг».

### «Твенте»
8 березня 2022 року було оголошено про перехід гравця до «Твенте», який відбувся 1 липня того ж року; контракт розрахований до червня 2025 року. 4 серпня 2022 року дебютував за «Твенте» у матчі кваліфікації Ліги конференцій УЄФА проти клубу «Чукарички», замінивши Мішеля Влапа. 7 серпня забив свій перший гол за «Твенте» у матчі 1-го туру Ередивізі проти НЕКа. 30 жовтня зробив дубль у матчі чемпіонату проти «Валвейка». В своєму дебютному сезоні за «Твенте» провів 37 матчів і забив 6 голів.
27 липня 2023 року вперше забив в євробкуках, відзначившись переможним голом у матчі другого кваліфікаційного раунду Ліги конференції УЄФА проти «Гаммарбю» (1-0). Увійшов до складу команди місяця Ередивізі за підсумками вересня 2023 року. 11 листопада у матчі з НЕКом оформив свій перший дубль в Ередивізі. 25 лютого 2024 року зробив свій другий дубль в сезоні у поєдинку Ередивізі проти клубу «Гоу Егед Іглз». 12 травня в матчі чемпіонату проти «Волендама» відзначився хет-триком, а також віддав гольову передачу. Окрім цього цей м'яч став для нього 17-м голом в Ередивізі в поточному сезоні і за кількістю зрівнявся з Хакімом Зієшем, який стільки ж забив за «Твенте» в сезоні 2015–16. Таким чином став найкращим бомбардиром (19 голів у всіх турнірах) у своїй команді, допомігши їй фінішувати на 3-му місці і вибороти право грати в кваліфікації Ліги чемпіонів УЄФА. Окрім цього упродовж сезону тричі включався до команди місяця в Ередивізі (за вересень, грудень і травень місяці). В липні 2024 року номінований на звання найкращого гравця сезону 2023–24 в Ередивізі.

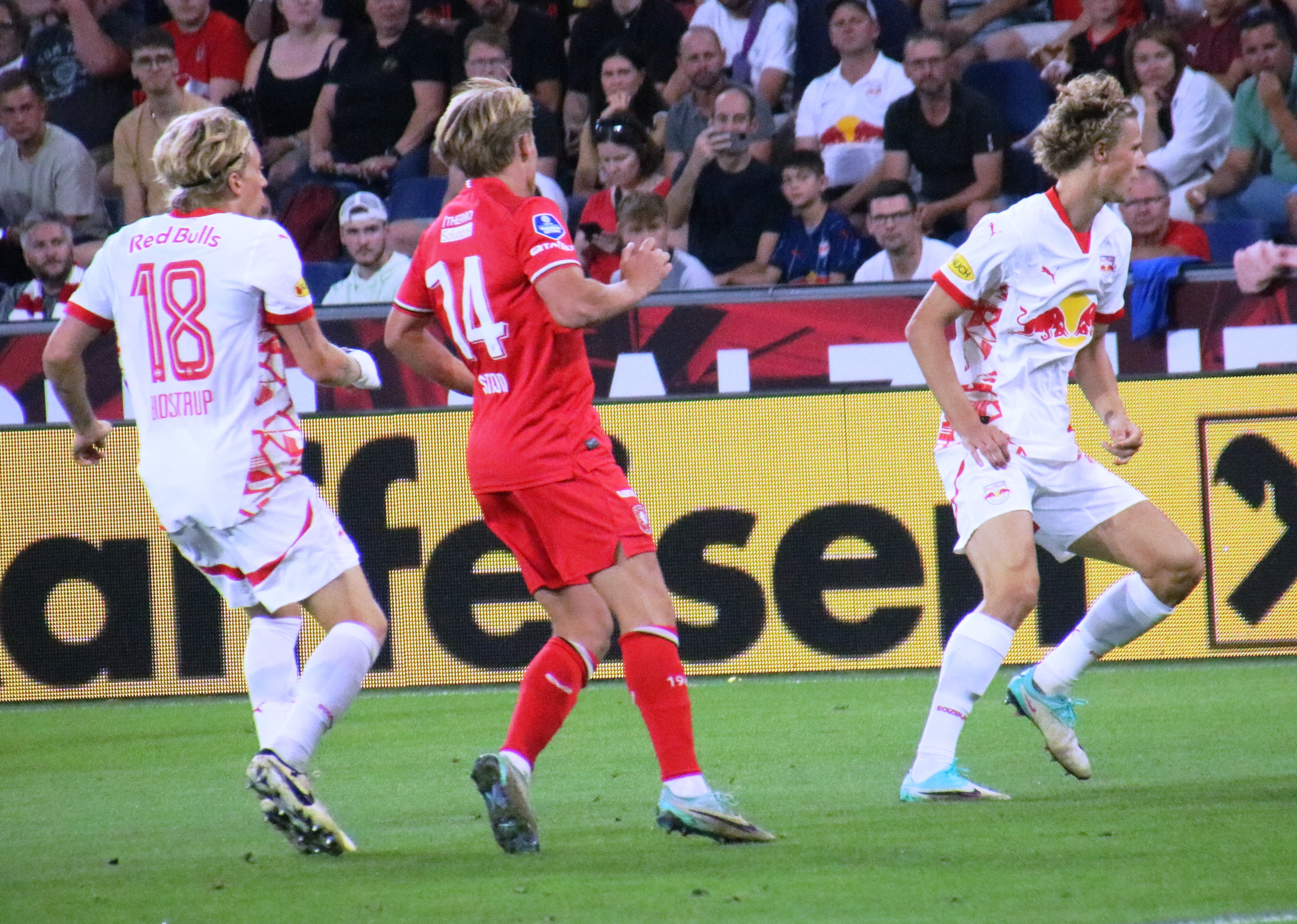
Стейн (в центрі) під час матчу Ліги чемпіонів УЄФА проти «Ред Булл» (Зальцбург), 2024

6 серпня 2024 року дебютував у Лізі чемпіонів УЄФА в матчі третього кваліфікаційного раунду проти австрійського клубу «Ред Булл» (Зальцбург). 13 серпня у матчі-відповіді проти «Ред Булла» забив свій перший гол в Лізі чемпіонів. За підсумками вересня 2024 року був визнаний гравцем місяця в Ередивізі. 21 грудня 2024 року матч Ередивізі проти АЗ став для нього ювілейним, 100-им, в складі «Твенте». 12 січня 2025 року в поєдинку Ередивізі проти клубу «Віллем II» оформив хет-трик. 9 березня 2025 року в матчі Ередивізі з «Алмере Сіті» забив свій 20-й гол у сезоні, таким чином став першим півзахисником після Ярі Літманена («Аякс»), що відзначишвся такою кількістю м'ячів у сезоні 1993–94. Загалом в сезоні 2024–25 забив 24 голи в Ередивізі, ставши володарем трофею Віллі ван дер Кейлена як найкращий бомбардир чемпіонату Нідерландів. Він став лише третім півзахисником після Ярі Літманена та Хаві Сімонса, що отримав цю нагороду. Окрім цього упродовж сезону двічі включався в команду місяця в Ередивізі (за вересень і жовтень), у підсумку отримавши звання гравця року в Ередивізі.

### «Феєнорд»
1 травня 2025 року було оголошено про перехід влітку гравця у «Феєнорд», з яким він підпише чотирирічний контракт. Сума трансферу становитиме 11 млн євро, а з урахуванням бонусів може зрости до 13 млн. Таким чином він став найдорожчим придбанням в історії «Феєнорда», перевершивши клубний рекорд Давіда Ганцко. Перед початком сезону призначений новим капітаном «Феєнорда». 6 серпня дебютував за нову команду в матчі кваліфікації Ліги чемпіонів проти турецького «Фенербахче», вийшовши в стартовому складі. 9 серпня 2025 року в поєдинку Ередивізі проти клубу НАК (Бреда) забив свій перший гол за «Феєнорд».

## Особисте життя
Син колишнього футболіста і тренера Моріса Стейна.

## Статистика виступів
Станом на 12 серпня 2025 
| Клуб              | Сезон             | Чемпіонат         | Чемпіонат | Чемпіонат | Кубок | Кубок | Єврокубки | Єврокубки | Інші  | Інші | Всього | Всього |
| Клуб              | Сезон             | Дивізіон          | Матчі     | Голи      | Матчі | Голи  | Матчі     | Голи      | Матчі | Голи | Матчі  | Голи   |
| ----------------- | ----------------- | ----------------- | --------- | --------- | ----- | ----- | --------- | --------- | ----- | ---- | ------ | ------ |
| → ВВВ-Венло       | 2018–19           | Ередивізі         | 2         | 1         | 1     | 0     | —         | —         | 0     | 0    | 3      | 1      |
| → Аль-Вахда       | 2019–20           | Ліга ОАЕ          | 0         | 0         | 0     | 0     | —         | —         | 0     | 0    | 0      | 0      |
| АДО Ден Гаг       | 2020–21           | Ередивізі         | 0         | 0         | 0     | 0     | —         | —         | 0     | 0    | 0      | 0      |
| АДО Ден Гаг       | 2021–22           | Еерстедивізі      | 35        | 15        | 2     | 0     | —         | —         | 6     | 3    | 43     | 18     |
| АДО Ден Гаг       | Всього            | Всього            | 35        | 15        | 2     | 0     | 0         | 0         | 6     | 3    | 43     | 18     |
| Твенте            | 2022–23           | Ередивізі         | 27        | 6         | 2     | 0     | 4         | 0         | 4     | 0    | 37     | 6      |
| Твенте            | 2023–24           | Ередивізі         | 34        | 17        | 1     | 0     | 4         | 2         | 0     | 0    | 39     | 19     |
| Твенте            | 2024–25           | Ередивізі         | 33        | 24        | 2     | 1     | 11        | 2         | 2     | 3    | 48     | 31     |
| Твенте            | Всього            | Всього            | 94        | 47        | 5     | 1     | 19        | 5         | 6     | 3    | 124    | 56     |
| Феєнорд           | 2025–26           | Ередивізі         | 1         | 1         | 0     | 0     | 2         | 0         | 0     | 0    | 3      | 1      |
| Всього за кар'єру | Всього за кар'єру | Всього за кар'єру | 132       | 63        | 8     | 1     | 21        | 5         | 8     | 6    | 169    | 75     |

1. ↑  Матчі плей-оф
2. 1 2  Матчі в Лізі конференцій УЄФА
3. 1 2  Матчі плей-оф Ередивізі за участь в єврокубках
4. ↑  2 матчі та 1 гол в Лізі чемпіонів УЄФА, 9 матчів і 2 голи у Лізі Європи УЄФА
5. ↑  Матчі в Лізі чемпіонів УЄФА

## Досягнення
Особисті
- Трофей Віллі ван дер Кейлена (найкращий бомбардир Ередивізі): 2024–25 (24 голи)[50]
- Гравець місяця Ередивізі: вересень 2024[51]
- Команда місяця Ередивізі (5): вересень 2023[52], грудень 2023[53], травень 2024[54], вересень 2024[55], жовтень 2024[56]
- Гравець року Ередивізі: 2024–25[57]